# 猿の惑星・征服
『猿の惑星・征服』（さるのわくせい・せいふく、原題: Conquest of the Planet of the Apes）は、1972年のアメリカ合衆国の映画。ピエール・ブールによるSF小説『猿の惑星』を原作とする『猿の惑星』シリーズ全5作の第4作。

## あらすじ
コーネリアスとジーラが人間に殺害された後、未知のウイルスにより犬や猫は絶滅し、猿が人間のペットとなった。しかし、猿が調教次第で人間並みの仕事が出来ることを知った人間たちは、猿を奴隷として使役するようになる。1991年、コーネリアス・ジーラ夫妻の遺児マイロは養父代わりの人間アーマンドと共にサーカス団の宣伝のためにある都市を訪れる。しかし、そこで猿が人間から虐待を受ける姿を見て思わず言葉を発して警察に目を付けられてしまう。アーマンドはマイロを逃がすため一人で警察に自首し、マイロは他の奴隷猿に紛れて都市に身を潜める。都市を治める知事ブレックは、20年前に死んだはずのマイロが生きていると疑い、アーマンドの尋問を警察署長コルプに命令する。
一方、奴隷猿に紛れ込んだマイロは優秀な猿としてオークションに掛けられ、ブレックに買われる。新しく「シーザー」と名付けられたマイロはブレックの側近マクドナルドの下で働くことになる。同じ頃、アーマンドは尋問機器によって「言葉を話す猿」を匿っていたことが露見し、コルプたち警官と揉み合いになり窓から転落死する。アーマンドの死を知ったシーザーは復讐を決意し、テレパシーを使い猿たちにサボタージュと武器の調達を指示する。ブレックはシーザーが「言葉を話す猿」だと疑いコルプに逮捕するよう命令するが、マクドナルドに助けられ逃亡する。しかし、途中で警察に捕まり拷問を受け、耐えかねて言葉を発してしまう。ブレックは電気ショックによる死刑を命令するが、再びマクドナルドの機転で命拾いする。
リサたち仲間の猿の元に戻ったシーザーは、通信設備を破壊し人間への反乱を決行する。ブレックは警官隊と軍隊を動員して鎮圧を図るが、数に圧倒され敗北し猿たちの捕虜となる。復讐を叫ぶシーザーや猿たちに対し、マクドナルドとリサは復讐の無意味さを訴える。彼らの訴えを聞いたシーザーは復讐を止め、地球が自分たち猿の支配する「猿の惑星」になったことを宣言する。

## キャスト
| 役名               | 俳優                   | 日本語吹替                                                                                      |
| 役名               | 俳優                   | フジテレビ版 （追加録音版）                                                                     |
| ------------------ | ---------------------- | ----------------------------------------------------------------------------------------------- |
| シーザー/マイロ    | ロディ・マクドウォール | 近石真介                                                                                        |
| ブレック知事       | ドン・マレー           | 田口計 （篠塚勝）                                                                               |
| リサ               | ナタリー・トランディ   | 沢田敏子                                                                                        |
| マクドナルド       | ハリー・ローズ         | 小林清志                                                                                        |
| コルプ             | セヴァーン・ダーデン   | 千葉耕市 （竹本和正）                                                                           |
| 助手               | ルー・ワグナー         |                                                                                                 |
| 委員長             | ジョン・ランドルフ     | 村越伊知郎                                                                                      |
| ライリー夫人       | エイサ・メイナー       |                                                                                                 |
| ホスキンズ         | H・M・ワイナント       | 仁内達之                                                                                        |
| アルドー           | デイヴィッド・チャウ   |                                                                                                 |
| フランク（ゴリラ） | バック・カータリアン   |                                                                                                 |
| 警官               | ジョン・デニス         | 糸博                                                                                            |
| アーマンド         | リカルド・モンタルバン | 中村正                                                                                          |
| その他             |                        | 木原正二郎 桑原たけし 矢田耕司 村松康雄 藤夏子 浅井淑子 吉田理保子 日高晤郎 石森達幸 津嘉山正種 |
|                    |                        |                                                                                                 |
| 字幕翻訳           |                        | 飯嶋永昭                                                                                        |
| 吹替翻訳           |                        | トランスグローバル                                                                              |
| 演出               |                        | 田島荘三                                                                                        |
| 調整               |                        | 杉原日出弥                                                                                      |
| 制作               |                        | トランスグローバル                                                                              |
| 解説               |                        | 高島忠夫                                                                                        |
| 初回放送           |                        | 1976年1月2日 『ゴールデン洋画劇場』 21:00-22:54                                                 |

- フジテレビ版：2015年10月7日発売の『吹替の名盤』シリーズ ＜テレビ吹替音声収録＞HDリマスター版DVDに収録。約74分
  - 2016年4月6日にWOWOWでカット部分と完全版のみに存在するシーン（約10分[3]）を追加録音したものが放送。その際故人などの各声優の部分は別の声優が代役を務めた。

## 製作
プロデューサーのアーサー・P・ジェイコブスによって、自身が手掛けた『何という行き方!』『0の決死圏』で監督を務めたJ・リー・トンプソンが監督として起用された。トンプソンは人間の衣装は全て黒系統に統一するように指示し、ブレック役のドン・マレーはナチスをイメージした黒のタートルネックのセーターとワードロープを提案した。脚本家のポール・デーンは公民権運動を脚本に盛り込み、トンプソンはニュース放送をイメージしたシーンを取り入れた。撮影はロサンゼルス郡のセンチュリーシティで行われた他、カリフォルニア大学アーバイン校でも行われ、アーウィン・アレンからは撮影用の小道具や衣装が寄付された。当初の予定ではブレックが処刑されて憎悪の連鎖が続くことを暗示する結末となっていたが、1972年6月1日の試写後に結末が変更され、シーザーの演説シーンに差し替えられた。